# Georg Rieder III
Georg Rieder III, auch Georg Rieder der Jüngere oder Jörg Rieder III, (um * 1540 in Weißenhorn; † 1575) war ein deutscher Maler und Kartograf, der in Ulm wirkte. Er war dort Stadtmaler und hat mit seinen Bildwerken, von denen nur Porträts überliefert sind, einen «Abglanz italienischer Renaissance» in die Ulmer Malerei gebracht, was bisher nur andeutungsweise Martin Schaffner (um 1478–1546/49) und Georg Rieder II (um 1510–1564) getan hatten. Dazu kam seine weniger auffällige kartografische Arbeit. Nach Martin Schaffner ist Georg Rieder III der bedeutendste Vertreter der Ulmer Malerei des 16. Jahrhunderts.

## Herkunft und Werdegang

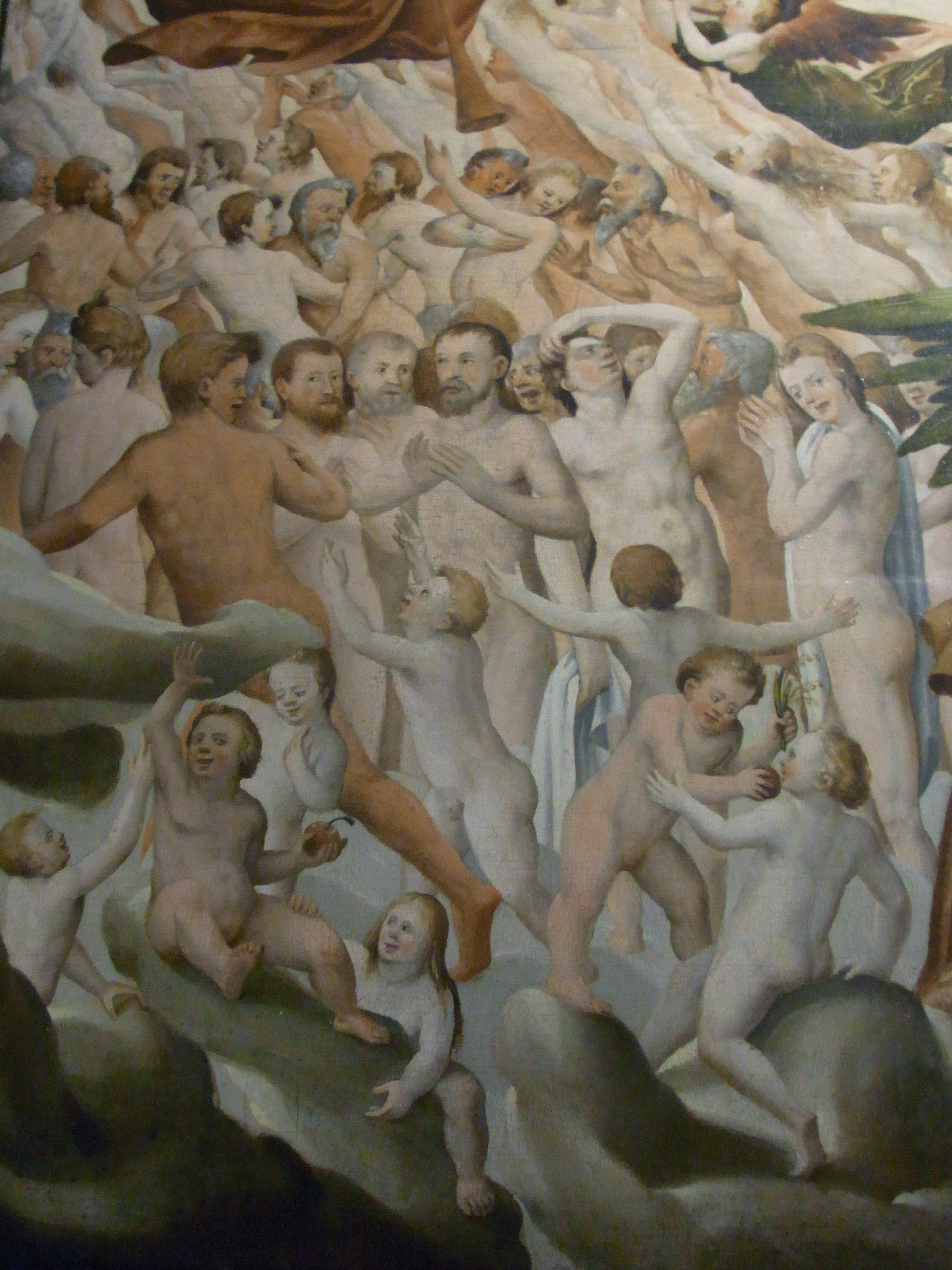
Ein Porträt (der bärtige Mann rechts in der Mitte) von Georg Rieder III in dem Gemälde Jüngstes Gericht (Ausschnitt) seines Onkels Georg Rieder II von 1562. Der bärtige Mann links von der Mitte ist Rieder II

Die Familie Rieder, Wirkungszeit von 1472 bis 1611, hat eine Reihe von Malern hervorgebracht. So war sein Großvater, Georg Rieder I (um 1472– um 1550), freier Maler in Weißenhorn und sein Onkel, Georg Rieder II (um 1510–1564), Stadtmaler in Ulm. Von seinem Vater, Rupprecht Rieder († um 1549), ist nichts Näheres bekannt.
Seine Lehre hat Georg sicherlich in der Werkstatt seines Onkels in Ulm absolviert. Zudem arbeitete er – wohl schon als Geselle – für einige Zeit bei dem wittelsbachischen Hofmaler Hans Mielich (1516–1564) in München, was für seine künstlerische Entwicklung recht wesentlich gewesen ist. Denn durch den Italienbesucher (1541) Mielich wurde ihm etwas von der italienischen Kunst vermittelt, was ihn dann später dazu befähigte, die «Ulmer Renaissance» mitzugestalten.
Im Frühjahr 1564 übernahm Georg Rieder III die Ulmer Werkstatt seines verstorbenen Onkels. Er bewarb sich dann sofort um das Bürgerrecht, das ihm auch vom Rat in Aussicht gestellt wurde, wenn er sich mit einer Bürgertochter verheiraten würde. Dem kam er nach: Am 29. August 1564 heiratete er die Tochter Magdalena des gerade verstorbenen Zinngießers Stefan Fürst und wurde am gleichen Tag Ulmer Bürger. Wahrscheinlich ist er auch bald darauf offiziell zum Stadtmaler ernannt worden.
Von seinem gemalten Werk, das seine künstlerische Entwicklung während seiner Tätigkeit in Ulm gut erkennen lässt, sind sieben Bildnisse (zwei signierte und fünf ihm zugeschriebene) überliefert, alles Porträts von Ulmer Persönlichkeiten (Ratsherren, Gelehrte etc.) und deren Ehefrauen.
So malte er 1572 Porträts von Daniel Schad (Ratsherr und Bürgermeister in Ulm) und dessen Ehefrau Regina Schleicher. Die Bilder, Öl auf Holz und 83 × 112 cm, befinden sich heute im Ulmer Museum.
1570 radierte Georg Rieder III eine Ansicht von Ulm, die recht bedeutend war, weil sie die Stadt im Kranz der mittelalterlichen Ummauerung vor der Neubefestigung zeigte.
1572 wurde Georg Rieder III an die Markgrafschaft Burgau ausgeliehen, wo er für die Verhandlung einer Gebietsstreitigkeit als Beweismittel kartografische Aufnahmen erstellte. Von dieser Contrafactur der marggrafschaft Burgaw ist nichts erhalten geblieben.
Georg Rieder III starb 1575 an einem unbekannten Ort. Zu seinem Nachfolger als Stadtmaler in Ulm wurde am 4. Juni 1578 der Maler und Kartograf Philipp Renlin (um 1545–1598) ernannt, der 1581 auch noch die Werkstatt von Rieder mit der recht hohen Summe von 510 Gulden erwarb.